# Дициртомиды
Дициртомиды (лат. Dicyrtomidae) — семейство коллембол из надсемейства Dicyrtomoidea (Symphypleona).

## Описание
Мелкие коллемболы округлой формы тела, разнообразной пестрой окраски.

## Классификация
2 подсемейства, около 200 видов.
- Dicyrtominae Richards, 1968
  - Calvatomina 
  - Dicyrtoma 
  - Dicyrtomina 
  - Gibberathrix 
  - Jordanathrix
- Ptenothricinae Richards, 1968
  - Bothriovulsus 
  - Papirioides 
  - Ptenothrix